# 撫夷護軍
抚夷护军，魏晋时期官名。
三国魏明帝时，司马懿镇守关中，取消左冯翊羌阳县设置抚夷护军。管理从武都郡迁居来的氐族。晋惠帝时废除，十六国汉赵、后赵、前秦、后秦、后凉重新设置，直到北魏初年，后来废除，重新设立羌阳县（今陕西省淳化县西北）。